# كلارا بونساتي
كلارا بونساتي (من مواليد 19 مارس 1957) اقتصادية من كاتالونيا، عينة مستشارًا للتعليم في جنرال كاتالونيا من قبل الرئيس السابق كارليس بويجديمونت في 14 يوليو 2017. قبل الإعارة إلى منصبها كانت رئيسة كلية الاقتصاد والمالية في جامعة سانت أندروز. في عام 2019 أثيرت أوامر تسليم لإعادتها من اسكتلندا إلى إسبانيا حيث واجهت تهمة الفتنة بسبب دورها في محاولة استقلال كاتالونيا.